# وزارت زراعت، آبیاری و مالداری
وزارت زراعت، آبیاری و مالداری یکی از وزارتخانه‌های دولت امارت اسلامی افغانستان می‌باشد.
این وزارتخانه به امور مربوط به زراعت افغانستان که منبع معیشت ۸۰ درصد نفوس این کشور است، می‌پردازد.
این وزارتخانه پروژه‌ها و فعالیت‌هایی در زمینهٔ کشاورزی، به منظور حمایت از دهقانان، مدیریت منابع طبیعی، و تقویت اقتصاد زراعتی راه‌اندازی می‌کند.
این برنامه‌ها شامل برنامه‌های ترویج و معرفی کشت‌های دارای ارزش اقتصادی برتر، تقویت محصولات سنتی، معرفی و نشر فناوری‌های زراعت بر اراضی خشک (dry-land farming)، برنامه‌های تقویت کوپراتیف‌ها، اقتصاد زراعتی، و صادرات با فراهم‌آوری قرضه، برنامۀ اجاره‌دهی زمین و برنامه‌های دیگر می‌باشد.

## پیشینه
در سال ۱۲۹۷ بعد از حصول استقلال، زمانی که مردم افغانستان بیشتر به احتیاجات داخلی روبرو بودند دولت هم در بخش‌های مختلف انکشاف اقتصادی در کشور متوجه گردید. برای اداره و تنظیم کلیه امور اجتماعی و مدنی اساسات لازم زندگی را پی‌ریزی کرد. برای برآورده ساختن نیازهای اقتصادی افغانستان و رفع وضعیت خمود و جمود اداری کشور به یک سلسله اقدامات مقدماتی دست ‌زد.
تشکیلات زراعت، صنعت و کارهای عمرانی در سال ۱۲۹۸ در اوایل سلطنت امیر امان‌الله خان بنام «نظارت‌های دولتی» روی کارآمد. از جمله نظارت تجارت که در تشکیلات آن مدیریت زراعت نیز گنجانیده شده بود، درسال ۱۳۰۲ به وزارت تجارت ارتقا یافته و در جمله‌ی دیگر وزارت‌خانه‌ها شامل گردید.
انکشاف زراعت، پس از سال ۱۲۹۷ خورشیدی در افغانستان با یک نظر گذرا به وضعیت زراعت در گذشته‌ها، هویداست که با مسلط بودن روزگار بد اقتصادی و وضع نامیمون غذایی، در شهرهای بزرگ، ولسوالی‌ها و روستا‌ها مردم از نداشتن یک برنامه‌ی ملی زراعتی رنج می‌بردند. هرچند در گذشته‌ها به اثر تلاش بعضی از پادشاهان، وزرای با تدبیر و مردم، گاهی اقداماتی در اعمار بندها، کاریزها و ایجاد و تمدید شبکه‌های آبیاری و احداث باغ‌ها صورت گرفته بود.
در دوره امیر حبیب‌الله خان یک سلسله اقدامات مبنی‌بر انکشاف و تقویت زراعت به‌عمل آمده بود که در بخش انکشاف زراعت، از زمان امیر امان‌الله خان و بعد از آن تداوم یافت.
اقداماتی که در ظرف ۱۹سال، از سال ۱۲۹۷- ۱۳۱۶ از سوی وزارت تجارت در عرصه زراعت، احداث جنگل‌ها، حفر نهرها، تاسیس بندها، غرس درختان، احداث انهار، حفاظت جنگل‌ها، تشکیل فارم‌های تجربوی زراعتی، قوریه‌ها وغیره به‌عمل آمده به طور ذیل خلاصه می‌شود.
احداث بندها و حفر انهار از سال ۱۲۹۷ تا ۱۳۰۹ برای انکشاف زراعت کشور و افزایش حاصلات آن به منظور تکافوی مصارف داخلی و انکشاف صادرات، در بخش حفر نهرها و احداث بندها اقدامات و تشبثاتی صورت گرفته بود. بگونه‌ی مثال: با ساختن بند غازی در ساحه بت‌خاک تا بخشی از زمین‌های خشک این ولسوالی را تحت پوشش در آورد.
هم‌چنان بذل مساعی در ساختن  نهر سراج مشرقی که کار آن در دوره سلطنت امیر حبیب‌الله خان در سال ۱۲۹۰هـ.ش آغاز گردیده بود، تا سال ۱۳۰۲ به تاخیر افتاد. در سال ۱۳۰۳ از بودجه دولت یک مقدار پول کافی برای تکمیل نهر مذکور منظور شد و کار آن شروع گردید که تا اخیر سلطنت امانیه پیشرفت خوبی نیز در کار تعمیر آن حاصل شد. سرانجام کار آن در سال ۱۳۱۳ تکمیل شد.

### اولین ریاست مستقل زراعت
طوری که گفته شد، امور زراعت و تشکیلات این سکتور طرف توجه جدی حکومت وقت قرار گرفت. با درنظرداشت اهمیت و ضرورت این عرصه، به خصوص تزیید در حجم کار آن، بخش زراعت در سال ۱۳۱۶ از وزارت تجارت مجزا شده برای آن یک ریاست مستقل تشکیل گردید. در نتیجه ساحه فعالیت آن نیز توسعه یافت. برای اصلاح اراضی بایر، سرسبز ساختن کشور، اصلاح و تکثیر جنس‌های بهتر حیوانات اقدامات بیشتری به عمل آمد. در همین سال ریاست مستقل زراعت در ولایت قطغن (ولایات شمال شرقی کشور) گندم، جواری، ماش و برنج و اقسام مختلف سبزیجات، بعد از تحقیق و تجربه و تکثیر ترویج داده شد.
در قسمت زرع پنبه و ترویج بهترین انواع پنبه دانه و تشویق اهالی برای بذر لبلبو اقدامات لازم به‌عمل آمد. تلاش برای بهتر ساختن امور زراعتی و مالداری و باغداری اوج گرفت و زمینه برای فعالیت و کار مردم مساعد شد. در هر منطقه مردم برای باغداری، مرغداری، مالداری، کشت نباتات مختلف مبادرت ورزیدند. زمین‌های جبه‌زار و نی‌زار در اثر مساعی مشترک حکومت و مردم مبدل به زمین‌های زراعتی مبدل شد. کشت لبلبو و زرع پنبه‌دانه اصلاح شد. روی این هدف که در آینده ضرورت کارخانه قندسازی را که بعدتر در ولایت قطغن (ساحه بغلان) ایجاد می‌گردید و فابریکات تازه تاسیس نساجی پلخمری که ضرورت سرتاسری مردم بود رفع سازد، توسعه داده شد.
ایجاد وزارت زراعت در سال ۱۳۲۷ هـ .ش
درسال ۱۳۲۷ ریاست مستقل زراعت به وزارت زراعت ارتقا کرد و تشکیلات وزارت در مرکز و ولایات نظربه ضرورت وسعت پیدا کرد. در ولایات بزرگ و حکومت‌های اعلی فارم‌های زراعتی تاسیس شد تا در تربیه و تکثیر انواع مختلف نباتات، تربیه شکل‌های خوب، حیوانات بهتر و مرغ‌های خانگی بپردازند و با ماشین‌های قلبه وغیره فعالیت کنند. هم‌چنان تخم‌های اصلاح شده و دیگر خدمات بهتر به دهاقین عرضه گردید.
درسال‌های ۱۳۳۳ در بعضی ولایات به احداث جنگل‌های مصنوعی اقدام گردید و شعبه مجادله علیه ملخ ایجاد گردید. این مدیریت فعالیت‌های موثری در لایت فراه، نیمروز و بلخ انجام داد.
درسال ۱۳۲۸شرکت پیله‌وری بغلان تاسیس و ۱۶ شاگرد تحت آموزش متخصصین جاپانی و بعدا متخصصین چینایی قرارگرفتند. بخش پیله‌وری رشد سریع نمود باشندگان ولایات هرات، تخار، مزار شریف و حتی در بسیاری از روستا‌ها و قریه‌جات اطراف ولایت کابل نیز به مسلک پیله‌وری مشغول شدند.
تغییر نام وزارت زراعت به وزارت زراعت و آبیاری در سال ۱۳۳۹ تشکیل دستگاه سروی آب و خاک در تشکیل وزارت زراعت گنجانیده شد و نام ریاست زراعت به وزارت زراعت و آبیاری تغییر کرد. در تطبیق پلان اول و دوم ضرورت احساس شد که رشد سریع زراعت بدون آبیاری ناممکن است، بنابرین پروژه‌های آبیاری در مرکز توجه دولت قرار گرفته و به آن افزوده شد.
بعد از سال ۱۳۲۴ که بنای بند کجکی و پروژه هلمند گذاشته شد، برای بار اول پس از سال‌های ۱۳۴۰ یک هیات انجینیری آبیاری برای بازدید از جریان کار جوی نو انجیل و سروی نهرگلوی اشتر به ولایت هرات اعزام شد. پس از مدت کوتاهی سروی و نقشه‌برداری گلوی اشتر تکمیل و کار ساختمانی آن مدنظر گرفته شد. دو بند تقسیم آب در دره فراه که قبلاً مطالعه و دیزاین آن تکمیل گردیده بود، توسط هیات انجینیری ساختمانی تحت کار گرفته شده و کار ساختمان آن تکمیل گردید. اعمار بند تقسیم آب آلتی بولک در نتیجه درخواست و تقاضای مردم ولایت فاریاب سروی، نقش‌ برداری و دیزاین گردیده و کار ساختمان آن شروع شد.
سربند پر چاوه طرف چپ دریای آمو در پروژه شهروان که بیش از ۲۰۰ هزار جریب زمین را آبیاری می‌نماید سروی و دیزاین شده و به‌صورت پخته اعمار گردید. بند پروژه آب‌گردان پروژه کیله‌گی ولایت بغلان بالای دریای کندز، پخته‌کاری یک حصه کانال عمومی، پرکاری و کار پروسس بند خاکی آن تکمیل گردید. جوی‌های فرعی و پخته‌کاری دهنه‌های شهر خواجه در ولایت کاپیسا که علاوه بر زمین‌های موجوده ساحه ۶۰۰ جریب زمین جدید را تحت آبیاری در آورد، تکمیل و به بهره‌برداری سپرده شد.